# Iván Gorelikov
Iván Pávlovich Gorelikov (en ruso: Иван Павлович Гореликов; Avdiushino, 27 de octubre de 1907 - Kiseliovsk, 6 de noviembre de 1975)  fue un francotirador soviético que combatió en las filas del Ejército Rojo durante la Segunda Guerra Mundial, en el transcurso de dicho conflicto mató a unos 400 soldados y oficiales enemigos. Fue galardonado con el título de Héroe de la Unión Soviética el 28 de abril de 1943 por matar a 305 soldados y oficiales enemigos.

## Biografía
Gorelikov nació el 27 de octubre de 1907 en la pequeña localidad rural de Avdiushino en Siberia —actualmente situada en el óblast de Irkutsk en Rusia—, en el seno de una familia de campesinos rusos. Su padre falleció luchando contra las fuerzas zaristas durante la guerra civil, y en 1928 quedó huérfano por la muerte de su madre. Poco después terminó el séptimo grado de la escuela y luego la escuela de oficios, antes de empezar a trabajar como mecánico en una fábrica de madera en 1929. Más tarde consiguió un trabajo como relojero en 1934 y después trabajó en reparación de barcos antes de ser reclutado en el ejército.
Reclutado en el Ejército Rojo en agosto de 1941, fue asignado al 29.º Regimiento de Fusileros de la Guardia como soldado raso, pero pronto ascendió a subteniente tras demostrar su habilidad como francotirador. Organizó grupos de francotiradores para cazar soldados enemigos y enseñó a otros francotiradores sus habilidades de tiro. Rápidamente se convirtió en uno de los mejores francotiradores de su división, abatiendo a 264 soldados enemigos para el 7 de noviembre de 1942.
En enero de 1943, en el curso de una ceremonia especial en honor al aniversario de la concesión a la división del título honorífico de Guardias, el general Pável Belov le otorgó un fusil especial de francotirador. El 14 de marzo de 1943, fue nominado para recibir el título de Héroe de la Unión Soviética por matar personalmente a 305 soldados y oficiales enemigos y entrenar a otros francotiradores, título que le concedieron el 28 de abril de 1943. Incluso después de ser nominado, continuó matando a soldados enemigos, abatiendo a diecisiete enemigos durante la batalla por la aldea de Lubny. El escritor soviético Iliá Erenburg le escribió personalmente una carta elogiando sus hazañas de combate y agradeciéndole su contribución a la lucha contra los invasores nazis.
Su foto apareció en la portada del periódico oficial del Ejército Rojo, Krásnaya zvezdá, el 29 de mayo de 1945 y sus hazañas fueron descritas en detalle por los principales periódicos soviéticos, incluidos Krásnaya Zvezdá e Izvestia.
Después de resultar gravemente herido en agosto de 1944, fue dado de baja y enviado a la reserva con el grado de teniente primero. Después de la guerra trabajó en Igarka y Abakán. En la década de 1960 se mudó a la ciudad de Kiseliovsk, óblast de Kémerovo, donde murió el 6 de noviembre de 1975 a la edad de 68 años y fue enterrado en dicha ciudad.

## Condecoraciones
|  | Héroe de la Unión Soviética (28 de abril de 1943)                                |
|  | Orden de Lenin (28 de abril de 1943)                                             |
|  | Orden de la Estrella Roja (22 de diciembre de 1942)                              |
|  | Medalla por la Victoria sobre Alemania en la Gran Guerra Patria 1941-1945 (1945) |